# Come On to Me
Come On to Me (englisch für „Komm zu mir“) ist ein Lied des britischen Musikers Paul McCartney, das 2018 als Doppel-A-Seiten-Single veröffentlicht wurde. Komponiert wurde es von Paul McCartney.

## Hintergrund

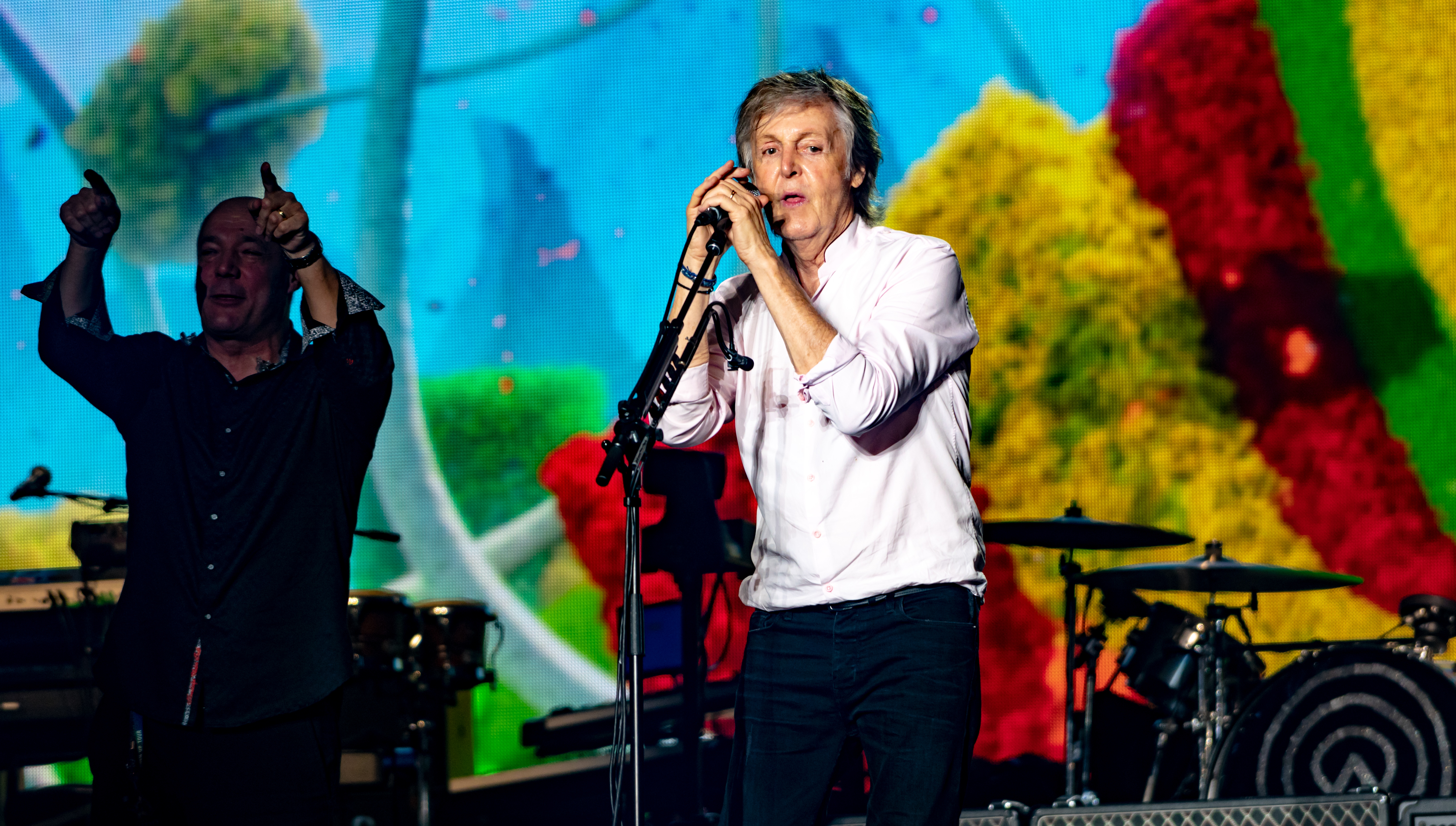
Paul McCartney, live im Oktober 2018

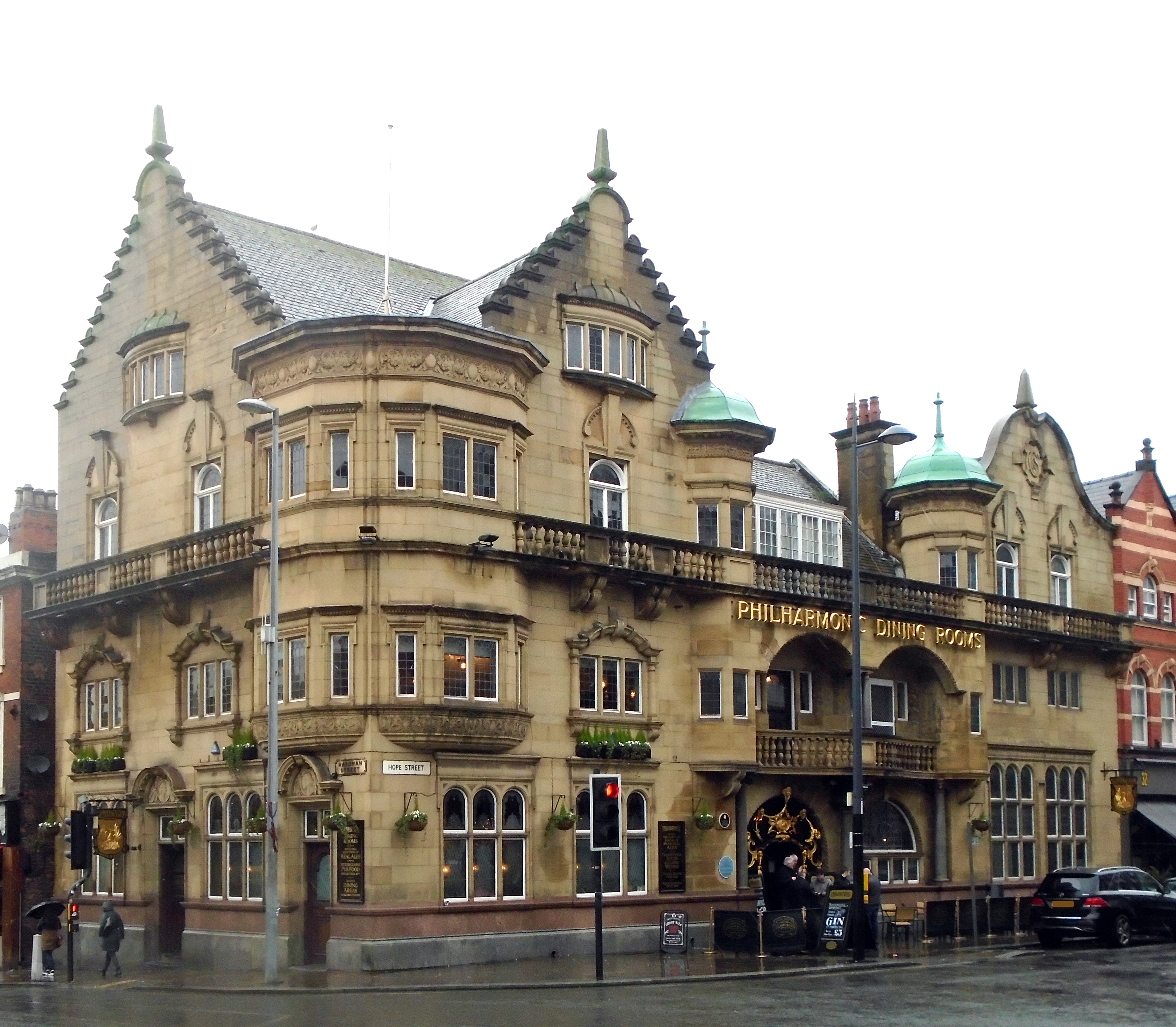
Philharmonic Dining Rooms

Paul McCartney sagte über die Entstehung des Liedes: „Come On to Me ist eine Art Pick-up-Song, und ich stelle mir vor, wie ich in den Sechzigern auf eine Party gehe und jemanden sehe und denke: ‚Oh ja, OK, wie kann ich mich hier nähern?‘ Es ist also ein imaginärer Song, es ist ein Fantasy-Song über einen Typen, der jemanden sieht und denkt: ‚Oh, wir sollten versuchen, einen Ort zu finden, an dem wir hier allein sein können, und vielleicht Informationen austauschen und so, und hey, du siehst aus, als hättest du ein Lächeln aufblitzen lassen und mir gesagt, dass du so viel mehr willst als ein lockeres Gespräch. Würdest du also zu mir kommen, oder werde ich zu dir kommen?‘“
Come On to Me war der einzige neue Song, der am 9. Juni bei McCartneys Überraschungsshow im Liverpooler Philharmonic Dining Rooms aufgeführt wurde, und wurde von ihm und James Corden in einer Folge von Carpool Karaoke gesungen, die am selben Tag aufgenommen wurde.
Come On to Me ist die erste Singleauskopplung aus dem Album Egypt Station und erreichte Platz 26 in Japan in den Charts, in Großbritannien, Deutschland und in den USA konnte sich die Single nicht platzieren.
Für das Lied Come On to Me wurden drei Musikvideos unter der Regie von TG Herrington produziert. Die Videos zeigen drei verschiedene Charaktere, die in einer Nachtschicht arbeiten und zum Song Come On to Me tanzen. Die drei Musikvideos wurden zusätzlich zu einer vierten Version zusammengestellt.
Der Song war in der Setlist seiner Freshen Up Tour enthalten.

## Aufnahme
Die Aufnahmesessions für Come On to Me fanden zwischen 2016 und 2018 in den Henson Recording Studios, Los Angeles, in den Abbey Road Studios, London und McCartneys eigenem Hog Hill Studio in Sussex statt, wobei Greg Kurstin und Paul McCartney als Produzent fungierte. Steve Orchard, Jamie Kirkham, Mark 'Spike' Stent, Alex Pasco, Julian Burg, Matt Tuggle, Collin Kadlec, Brad Giroux, Paul Pritchard und Derek Stockwell waren die Toningenieure der Aufnahmen. Die Abmischung fanden 2018 in den Henson Recording Studios statt.
Besetzung:
- Paul McCartney: Gesang, Akustische Gitarre, E-Gitarre, Klavier, Schlagzeug, Mundharmonika, Händeklatschen
- Rusty Anderson: E-Gitarre
- Brian Ray: Bassgitarre, E-Sitar
- Paul 'Wix' Wickens: Hammondorgel, Synthesizer
- Abe Laboriel Jr.: Schlagzeug
- Greg Phillinganes: Klavier
- Greg Kurstin: E-Gitarre, Perkussion
- Tim Loo: Violoncello
- Doug Moffet: Sopransaxophon
- Tom ’Bones’ Malone: Tenorsaxophon
- Jim Hoke: Baritonsaxophon
- Steve Herrman: Trompete
- Charles Rose: Posaune

## Coverversionen
Es gibt mindestens eine Coverversion von Come On to Me.

## Veröffentlichung
- Am 20. Juni 2018 wurde die Download-Doppel-A-Seiten-Single I Don’t Know / Come On to Me veröffentlicht, eine physische Singleveröffentlichung erfolgte nicht zeitnah.[7] In Europa wurden limitierte Promotion-CD-Singles (als White-Label) hergestellt.[8] Am 23. November 2018 erschien eine limitierte 7″-Vinyl-Single.[9]
- Am 7. September 2018 erschien das Album Egypt Station auf dem sich Come On to Me befindet.
- Am 17. Mai 2019 wurde das Album unter dem Titel Explorer’s Edition als Doppel-CD und Dreifach-Vinyl-Album in neuer Covergestaltung veröffentlicht. Es enthält neben der Studioversion die Liveversion Come On to Me (Live at Abbey Road Studios).
- Am 2. Dezember 2022 wurde die Singlebox The 7″ Singles Box veröffentlicht, die auch Come On to Me enthält.